# San Giovanni del Dosso
San Giovanni del Dosso – miejscowość i gmina we Włoszech, w regionie Lombardia, w prowincji Mantua.
Według danych na rok 2004 gminę zamieszkiwało 1180 osób, 78,7 os./km².